# Naeviopsis salicis
Naeviopsis salicis är en svampart som tillhör divisionen sporsäcksvampar, och som beskrevs av Burghard Hein. Naeviopsis salicis ingår i släktet Naeviopsis, och familjen Dermateaceae. Arten är reproducerande i Sverige.